# Hợp Thành, thành phố Lào Cai
Hợp Thành là một xã thuộc thành phố Lào Cai, tỉnh Lào Cai, Việt Nam. 
Xã Hợp Thành có diện tích 27,72km², dân số năm 2020 là 4870 người, mật độ dân số đạt 175 người/km².

## Địa lý
Phía bắc giáp xã Cam Đường
Phía tây giáp xã Tả Phời
Phía đông giáp xã thống nhất
Phía nam giáp thị xã Sa Pa.

## Điều kiện tự nhiên
Địa hình xã Hợp Thành phân chia thành hai phần rõ rệt: 
- Vùng thấp tương đối bằng phẳng, phù hợp làm ruộng trồng lúa, hoa màu và chăn nuôi
- Vùng cao tiếp giáp thị xã Sa Pa có rừng già phù hợp trồng thảo quả và chè.

## Hành chính
Xã Hợp Thành được chia thành 12 thôn: Tượng 1, Tượng 2, Tượng 3, Cáng 1, Cáng 2,  Pèng 1, Pèng 2, Kíp Tước 1, Kíp Tước 2, Thành Châu,  Nậm Rịa, Bác Công.